# Французская литература эпохи Возрождения

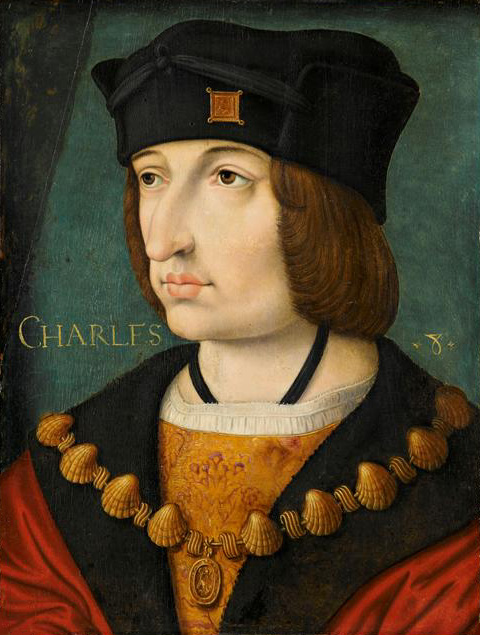
Карл VIII (король Франции)

К французской литературе эпохи Возрождения относится литература написанная по-французски (на среднефранцузском языке) начиная со времени французского вторжения в Италию 1494 года до 1600 года. Этот временной период охватывает время царствования короля Карла VIII и возведения на престол Генриха IV, царствования Франциска I (с 1515 по 1547 год) и его сына Генриха II (с 1547 по 1559), времени расцвета французского Ренессанса. После смерти Генриха II страной правила его вдова Екатерина Медичи и её сыновья Франциск II, Карл IX и Генрих III. Хотя культура Франции этого времени продолжала развиваться, французские религиозные войны между Гугенотами и католиками разорили экономику страны.
Возникновение ренессансного движения во Франции связывается с итальянскими походами Карла VIII, которые открыли для французов итальянскую культуру, с религиозной Реформацией, укреплением королевской власти и с набирающим силу городским населением.

## Слово «Ренессанс»

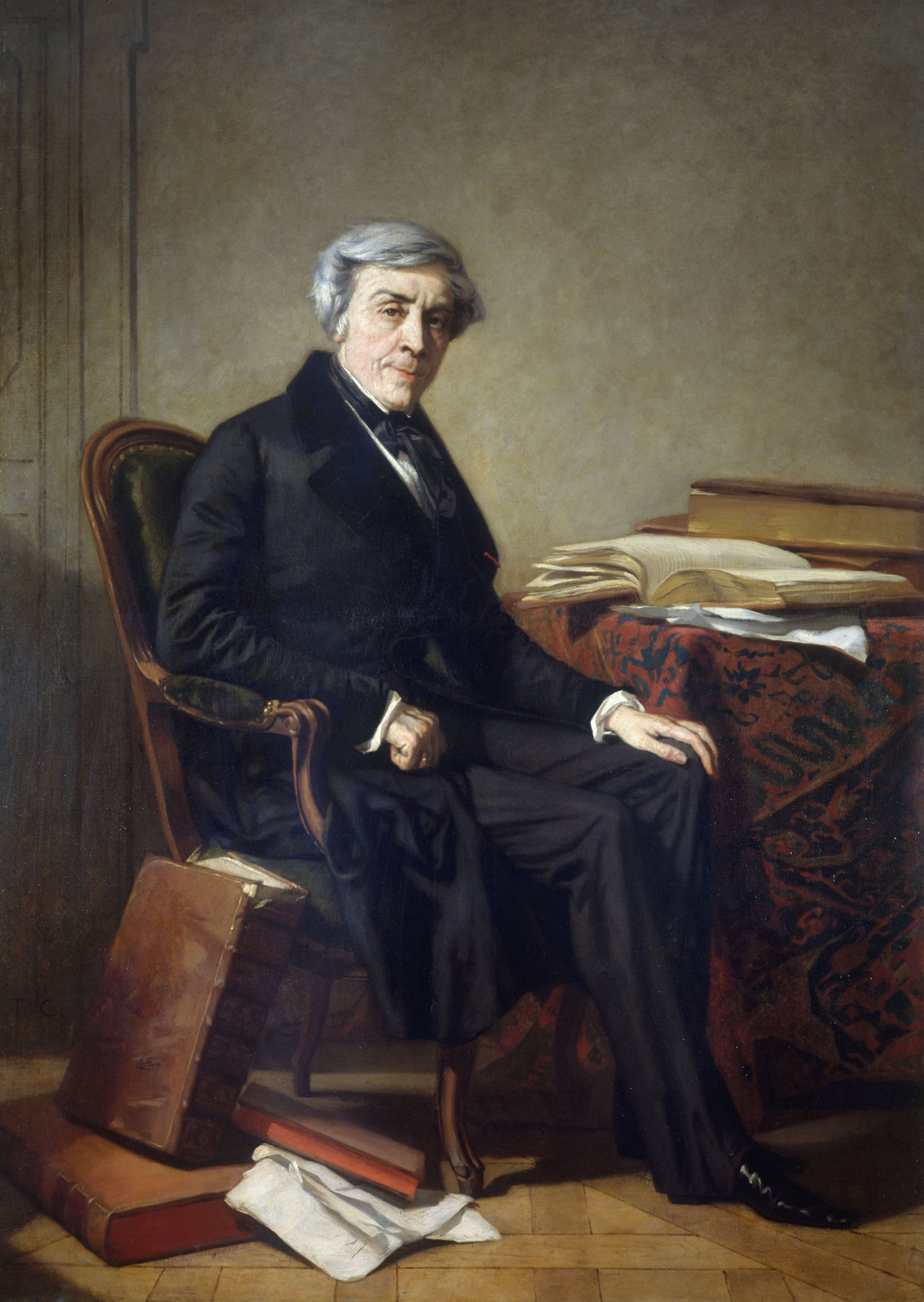
Мишле, Жюль

«Ренессанс» — французское слово, дословный перевод на русский язык означает «Возрождение». Слово Возрождение впервые был использовано французским историком Жюль Мишле (1798—1874) в работе 1855 года Histoire de France (История Франции). Жюль Мишле понимал в этом слове период европейской истории культуры, которая представляла собой отход от Средневековья.

## Введение
В XVI веке во Франции литература развивалась быстрыми темпами. Язык произведений этого периода называется среднефранцузским. Использование печатного станка способствовало распространению произведений древних латинских и греческих авторов. Печатный станок был создан в 1470 году в Париже и в 1473 году в Лионе.
Этот период ознаменовался в литературе написанием трактатов, фельетонов и воспоминаний; изданием сборников рассказов, сказок, историй, религиозных произведений.

## Поэзия
В первые годы XVI века поэты Франции придерживались поэтических приемов прошлого века. Однако влияние творчества Петрарки (его циклы сонетов), Луиджи Аламанни, греческих поэтов Пиндара и Анакреонта способствовали обогащению французских традиций. Французским поэтам Клеману Маро и Меллену де Сен-желе приписывают сочинение первых сонетов на французском языке.
Новые направления в поэзии в полной мере проявились в работе гуманиста Жака Пелетье дю Манса. В 1541 году он опубликовал первый французский перевод Горация Ars poetica, а в 1547 году он издал сборник стихов Œuvres poétiques, в который вошли переводы первых двух песен Гомера' Одиссея, первая книга Вергилия Георгики, двенадцать сонетов Петрарки и три оды Горация; в этот поэтический сборник также были включены впервые публикуемые стихи Жоашена Дю Белле и Пьера де Ронсара.
Вокруг Ронсара, Дю Белле и Жана Антуана де Баифа образовалась группа радикально настроенных молодых литераторов, известных как Плеяда. Ими был выпущен манифест «Защита и прославление французского языка» (1549) и программа языкового и литературного возрождения.
Основными формами, доминирующими в поэтическом творчестве этого периода были сонеты, поэма и ода.
Поэзии конца века свойственен пессимизм (см. творчество Жана де Спонда). Тем не менее, ужасы войны вдохновили протестантского поэта Теодора Д’Обинье на написание гениального стихотворения о войне (Les Tragiques).
Основные французские поэтические сборники, опубликованные в XVI веке:

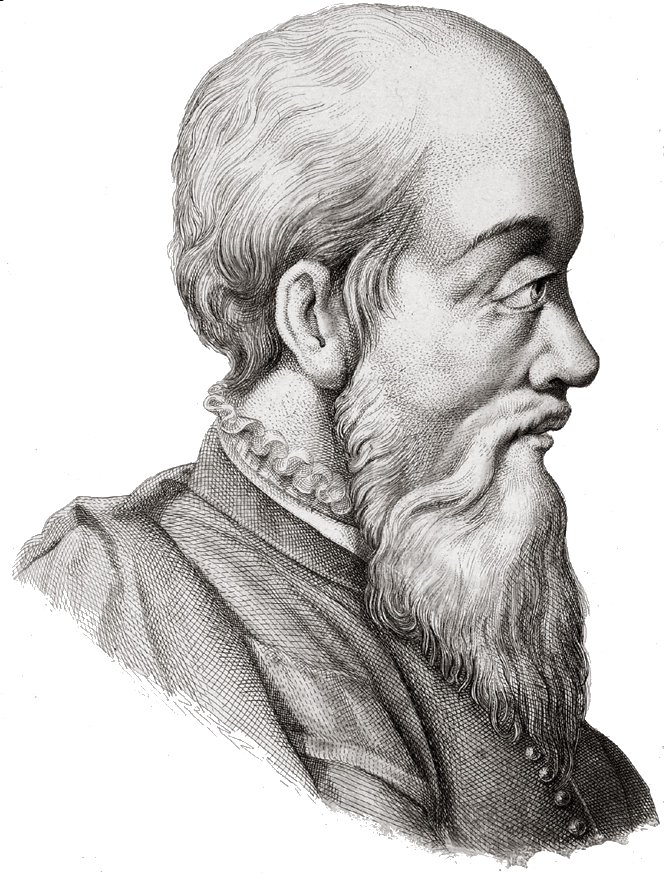
Клеман Маро

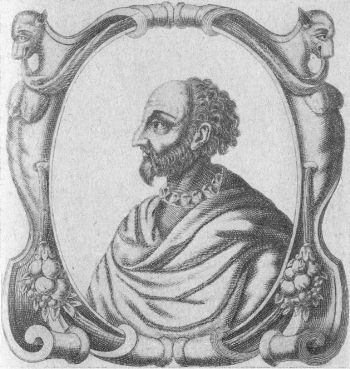
Французский поэт Jean Antoine de Baïf

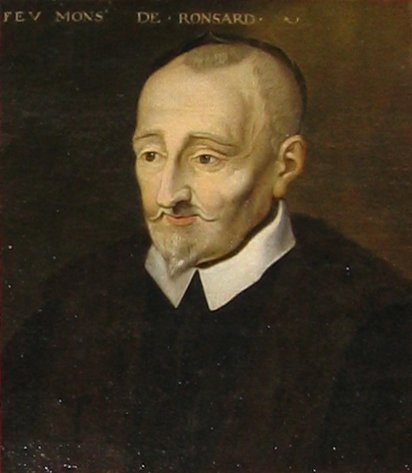
Пьер де Ронсар

- Клеман Маро Adolescence clémentine (1532)
- Various Blasons du corps féminin (1536)
- Клеман Маро Psaumes (1541) — перевод Псалтыря
- Морис Сэв Délie, objet de plus haulte vertu (1544)
- Pernette Du Guillet Rimes (1545)
- Жак Пелетье Œuvres poétiques (1547)
- Меллен де Сен-Желе Œuvres (1547)
- Жоашен Дю Белле Olive (1549-50) и манифест «Défense et illustration de la langue française» (1549)
- Пьер де Ронсар Odes (1550)
- Понтюс де Тиар Le Solitaire premier (1552)
- Жан Антуан де Баиф Les Amours (1552)
- Пьер де Ронсар Les Amours (1552)
- Пьер де Ронсар Hymnes (1555—1556)
- Жак Пелетье «L’Amour des amours» и стихотворное произведение «Art poétique français» (1555)
- Луиза Лабе Œuvres (1555)
- Понтюс де Тиар Livre de vers lyriques (1555)
- Жан Антуан де Баиф Amour de Francine (1555)
- Реми Белло Petites inventions (1556)
- Жоашен Дю Белле Antiquités de Rome (1558)
- Жоашен Дю Белле Songe (1558)
- Жоашен Дю Белле Regrets (1558)
- Реми Белло 'La Bergerie (1565—1572)
- Этьен де Ла Боэси Vers français (1571)
- Пьер де Ронсар La Franciade (1572)
- Депорт Филипп Premières œuvres (1573)
- Этьен Жодель Œuvres et mélanges poétiques (1574)
- Теодор Агриппа Д’Обинье First draft of Les Tragiques (1575)
- Никола Рапен Les Plaisirs du gentilhomme champestre (1575)
- Реми Белло Pierres précieuses (1576)
- Гийом Дю Бартас La Semaine (1578)
- Этьен де Ла Боэси Sonnets (1580)
- Жак Пелетье «Louanges» (1581)
- Жан Антуан де Баиф Chansonnettes mesurées (1586)
- Жан Спонд Poèmes chrétiens (1588)
- Jean-Baptiste Chassignet Le Mépris de la vie (1594)
- Marc de Papillon Œuvres (1597)
- Жан Спонд Poésies posthumes (1597)

## Роман
В первой половине века XVI века во Франции по-прежнему господствуют рыцарские романы Средневековья, это Четыре сына Эмона (Рено де Монтобана), Фьерабрас, Ожье Датчанин, Perceforest и Galien le Réthoré. С 1540 года во Франции издавали больше иностранные романы, в первую очередь испано-португальские многотомные приключенческие романы — «Амадис Гальский», «Palmerin d’Olive», «Primaléon де Grèce» и др.
Наиболее заметным французским романом первой половины века был «Гаргантюа и Пантагрюэль» Франсуа Рабле. В работах Рабле сочетается гуманизм (Эразма Роттердамского, Томаса Мора) и средневековый фарс.
Зарубежный приключенческий роман начинает встречать конкуренцию со стороны французских авторов Бероальда де Вервиля и Никола де Монтрё. Эти авторы отказались от традиционных рыцарских сюжетов, заменив их сюжетами древнегреческих произведений (Гелиодора, Лонга и Ахилла Татия).
Популярными романами изданными во Франции в XVI веке были:

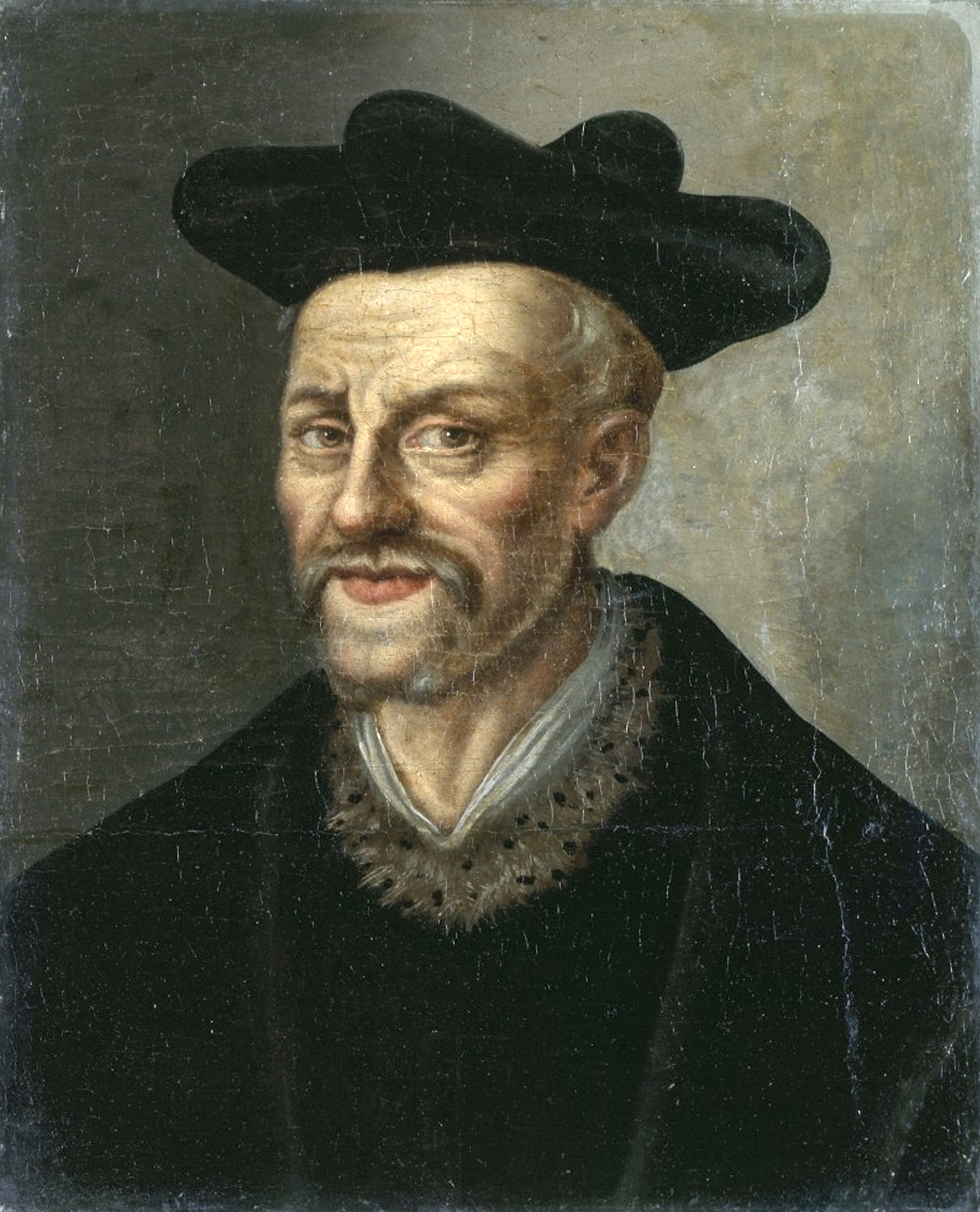
Франсуа Рабле

- Жан де Лемер, Les Illustrations de Gaule (1510)
- — Diego de San Pedro, La Prison d’Amour laquelle traite l’amour de Leriano et Laureole (13 изданий с 1526 по 1604 год)
- — Juan de Flores, Le Judgement d’Amour or Histoire d’Aurelio et d’Isabelle (1530)
- Франсуа Рабле, Пантагрюэль (1532)
- Джованни Боккаччо, Complainte des tristes amours de Fiammette (1532)
- Франсуа Рабле, Гаргантюа и Пантагрюэль (1534)
- — Juan de Flores, La Déplourable fin de Flamète (translation by Maurice Scève, 1535)
- — Бальдассаре Кастильоне, Le Courtesan (1535)
- Hélisenne de Crenne (Marguerite Briet), Les Angoysses douloureuses qui procedent d’amours (1538)
- — Diego de San Pedro, Les Amours d’Arnalte et de Lucenda или L’amant mal traicté de s’amye (14 изданий с 1539 по 1582)
- — Гарси Родригес де Монтальво, Амадис Гальский (1508)
- — Якопо Саннадзаро, Arcadia (1544)
- — Лудовико Ариосто, Неистовый Роланд (проза в переводе, 1544)
- Франсуа Рабле, Le tiers livre (1546)
- — Франческо Колонна, Songe de Poliphile
- — L’histoire de Palmerin d’Olive (перевод Jean Maugin, 1546)
- — Гелиодор из Эмеса, L’histoire aethiopique (перевод Жака Амио, 1547)

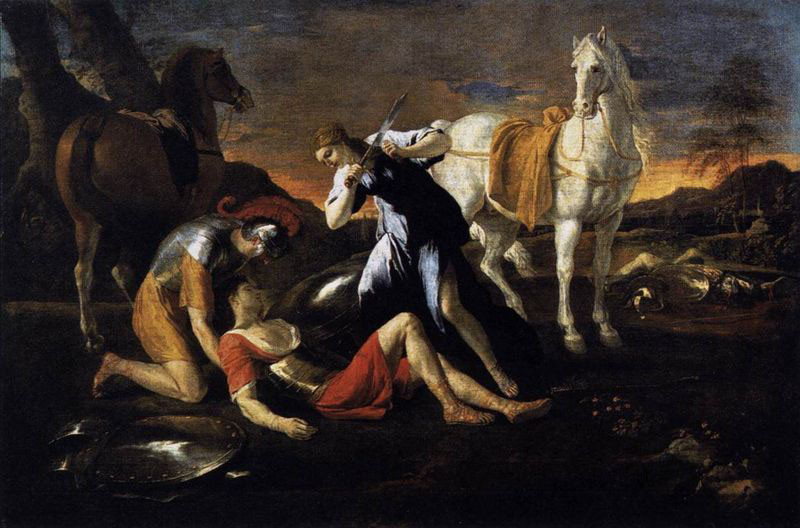
«Танкред и Эрминия». Картина Никола Пуссена (1649), основанная на эпизоде поэмы Освобождённый Иерусалим. Государственный Эрмитаж.

- Франсуа Рабле, Le quart livre (1552)
- «Théodose Valentinian» L’Histoire de l’amant resuscité par la mort d’amour
- — Лонг Les Amours pastorales de Daphnis et de Chloé (translated by Jacques Amyot, 1559)
- Франсуа Рабле (attributed) Le cinquième livre (1564)
- — Ахилл Татий Les Amours de Clitophon et de Leucippe (перевод François de Belleforest, 1568)
- François de Belleforest La Pyrénée (La Pastorale amoureuse) (1571)
- — Jorge de Montemayor La Diane (1578)
- Nicolas de Montreux Les Bergeries de Juliette (1585-98)
- — Taссо Освобождённый Иерусалим(перевод, 1587)
- Бероальд де Вервиль Les Avantures de Floride (1593—1596)
- Nicolas de Montreux Les chastes et delectables Jardins d’Amour (1594)
- Nicolas de Montreux L’Œuvre de la Chasteté (1595-9)
- (Anon) La Mariane du Filomene (1596)
- (Anon) Les chastes amours d’Helene de Marthe(1597)
- Nicolas de Montreux Les Amours de Cleandre et Domiphille (1597)
- Бероальд де Вервиль Le Restablissement de Troye (1597)

## Рассказ

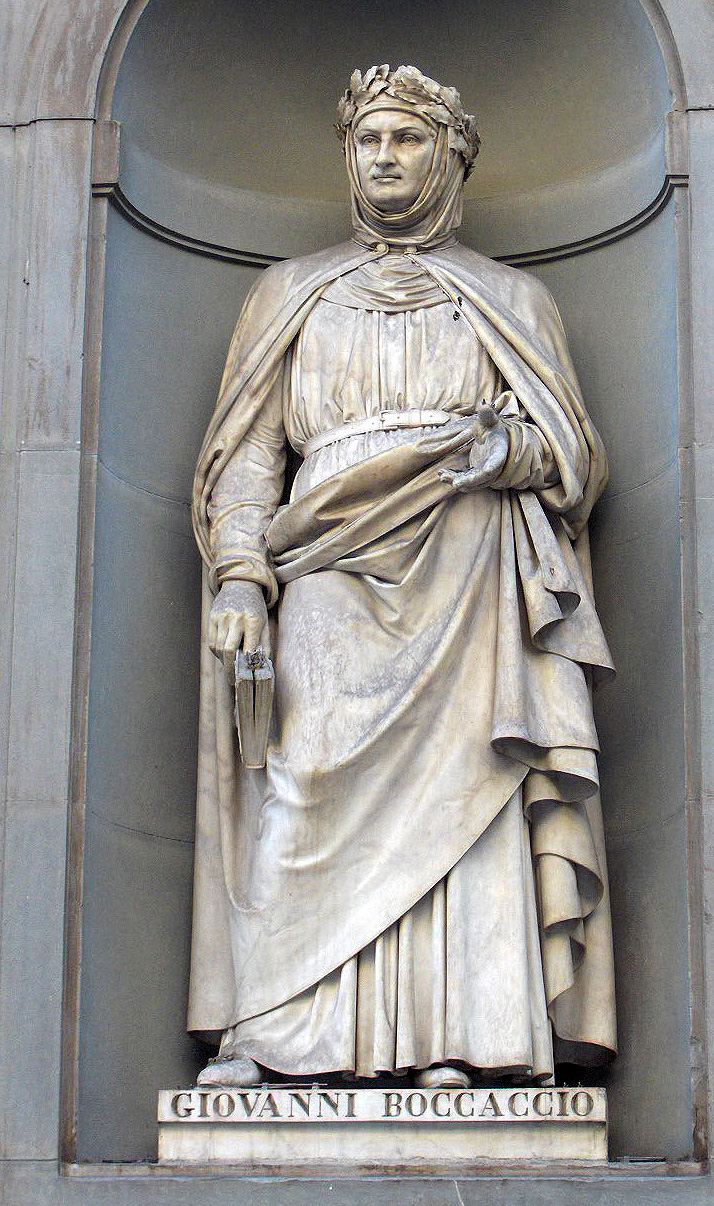
Джованни Боккаччо. Статуя у дворца Уффици

В литературе Французского Возрождения доминирует рассказ (под различными названиями: повесть; небольшой рассказ, устная дискуссия; «история»).
В Декамерон, с его короткими рассказами итальянского писателя Боккаччо дворяне бегут от чумы и рассказывают друг другу истории. Это произведение оказало огромное влияние на французских писателей. Сестра Франциска I, Маргарита Наваррская была центром литературного кружка и описала свою версию произведения (в сборнике « Гептамерон»), который стал одним из шедевров века.
Французская читающая публика была очарована мрачными и трагическими произведениями («Трагические истории») писателя Банделло. Адаптации этого произведения делались были французскими авторами начала XVII века (Jacques Yver, Vérité Habanc, Bénigne Poissenot, François de Rosset, Жан-Пьер Камю).
Популярными рассказами эпохи Возрождения во Франции были:
- Anon. Cent nouvelles nouvelles (1462)
- Philippe de Vigneulles Nouvelles (c.1515) — most are lost
- Anon. Le Paragon des nouvelles honnestes et délectables (1531)
- Nicolas de Troyes Le grand paragon des nouvelles nouvelles (c1533-37)
- Бонавентюр Деперье Cymbalum mundi (1537)
- Джованни Боккаччо Le Décaméron — Antoine Le Maçon, translator (1545)
- Noël du Fail Propos rustiques de maistre Léon Ladulfi (1547)
- Noël du Fail Les Baliverneries ou contes nouveaux d’Eutrapel (1548)
- La Motte-Roullant Les fascetieux devitz des cent nouvelles nouvelles, tres recreatives et fort exemplaires…  (1549) — (109 tales, mostly versions of Cent nouvelles nouvelles)
- Bonaventure des Périers Les Nouvelles récréations et Joyeux devis (90 tales) (1558)
- Pierre Boaistuau, ed. Histoires des Amans fortunez (1558) — truncated version of l’Heptaméron (67 tales) without dialogues between the stories

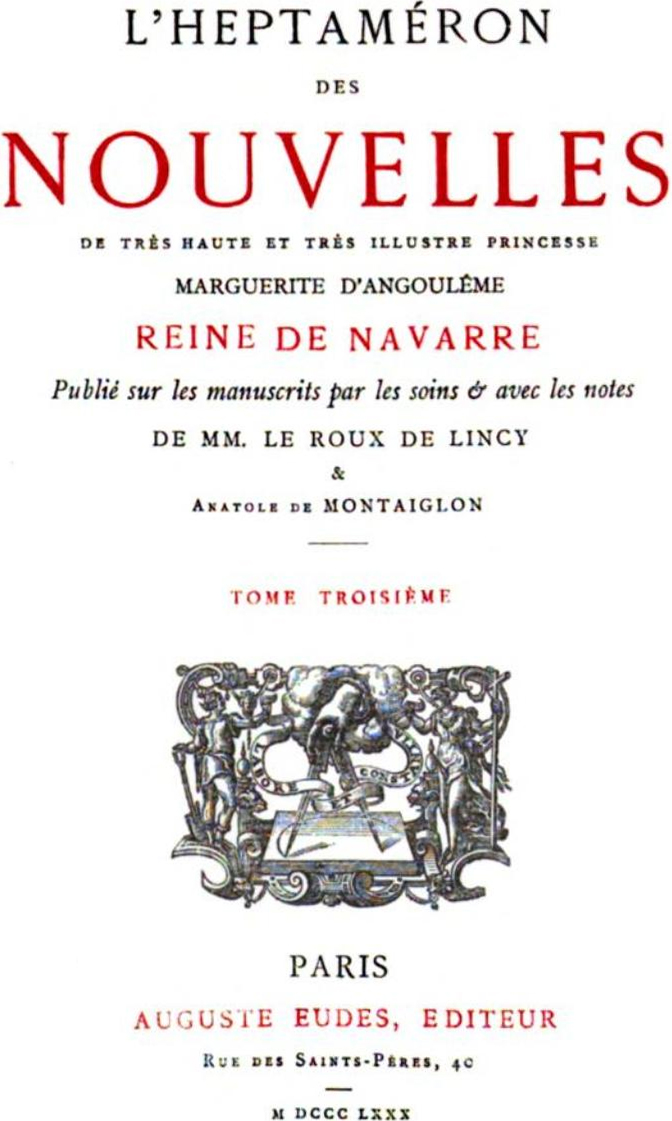
Титульный лист французского издания Гептамерон 1880 года

- Маргарита Наваррская Гептамерон Claude Gruget, ed. (1559)
- Pierre Boaistuau Histoires tragiques extraictes des oeuvres italiennes de Bandel…. (1559) — translation of Bandello.
- François de Belleforest Continuation des histoires tragiques, contenant douze histoires tirées de Bandel…. (1559) — translation of Bandello.
- Pierre Viret Le Monde à l’empire (date?) satirical pamphlet
- Pierre Viret Le Monde démoniacle (1561) satirical pamphlet
- François de Belleforest and Pierre Boaistuau Histoires tragiques — 7 vols. Belleforest’s continuation of the translation of Банделло
- Jacques Tahureau Les dialogues, Non moins profitables que facetieux (1565)
- Анри II Этьенн Apologie pour Hérodote (1566) (includes 180 tales)
- Этьен Табуро Les Bigarrures (1572)
- Jean Bergier Discours modernes et facecieux (1572) — (13 tales)
- Jacques Yver Le Printemps d’Yver, contenant plusieurs histories discourues en cinq journées (1572)
- Duroc Sort-Manne (pseudo. for Romannet Du Cros) Nouveaux recits ou comptes moralisez (1573)
- Jeanne Flore Comptes amoureux (1574) (7 tales)
- Antoine Tyron Recueil de plusieurs plaisantes nouvelles, apaphthegmes et recreations diverses (1578)
- Bénigne Poissenot L’été (1583)
- Gabrielle Chappuys Cent excellentes nouvelles (1583) — перевод сборника «Экатоммити» итальянского писателя Чинцио Джиральди
- Gabrielle Chappuys Les facétieuses journées (1584) — translation of Italian tales
- Antoine du Verdier Le compseutique ou Traits facétieux (1584) — mostly lost
- Guillaume Bouchet Les sérées (1584, 97, 98)
- Этье Табуро Apophtegmes du Sieur Gaulard (1585)
- Noël Du Fail Les contes et discours d’Eutrapel (1585)
- De Cholières Les matinées (1585)
- Vérité Habanc Nouvelles histoires tant tragiques que comiques (1585).
- Bénigne Poissenot Nouvelles histoires tragiques (1586).
- De Cholières Les après-dînées (1587)
- Этье Табуро Les Escraignes dijonnaises (1588)

## Театр
Французский театр XVI века следуют тем же закономерностям, как и другие литературные жанры этого времени. Французский театр этого времени сочетал в себе как бы два театра: народный, средневековый, площадной и другой — гуманистический, культивировавшийся в коллежах и при дворе.
Для первых десятилетий века в театре ставятся длинные средневековые мистерии, моральные пьесы, фарсы, соти.

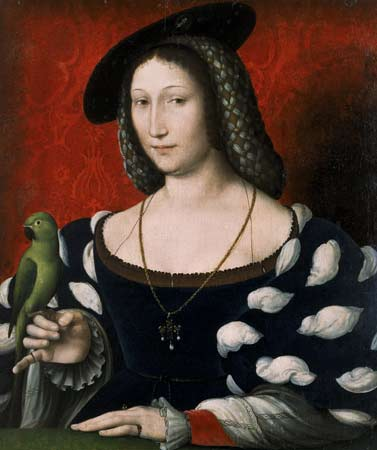
Маргарита Наваррская

Многочисленными авторами этих традиционных произведений были писатели Пьер Генгуар, Николя-де-ла-Шене, Андре-де-ла-Винь, Маргарита Наваррская и др.
С середины века в стране популярны гуманистические трагедии, в которых ощущалось влияние Сенеки.
Гуманистические трагедии разделились на два различных направления:
- Библейская трагедия : сюжеты взяты из Библии.
- Античная трагедия : сюжеты, взятые из мифологий. Пьесы часто имели параллели с современными политическими и религиозными вопросам того времени.

В разгар гражданской войны (1570—1580), появилась третье направление театра:
- Современная трагедия : сюжеты взяты из последних событий в стране.

Авторы и произведения в жанре гуманистических трагедий:
- Теодор де Без
  - Abraham sacrifiant (1550)

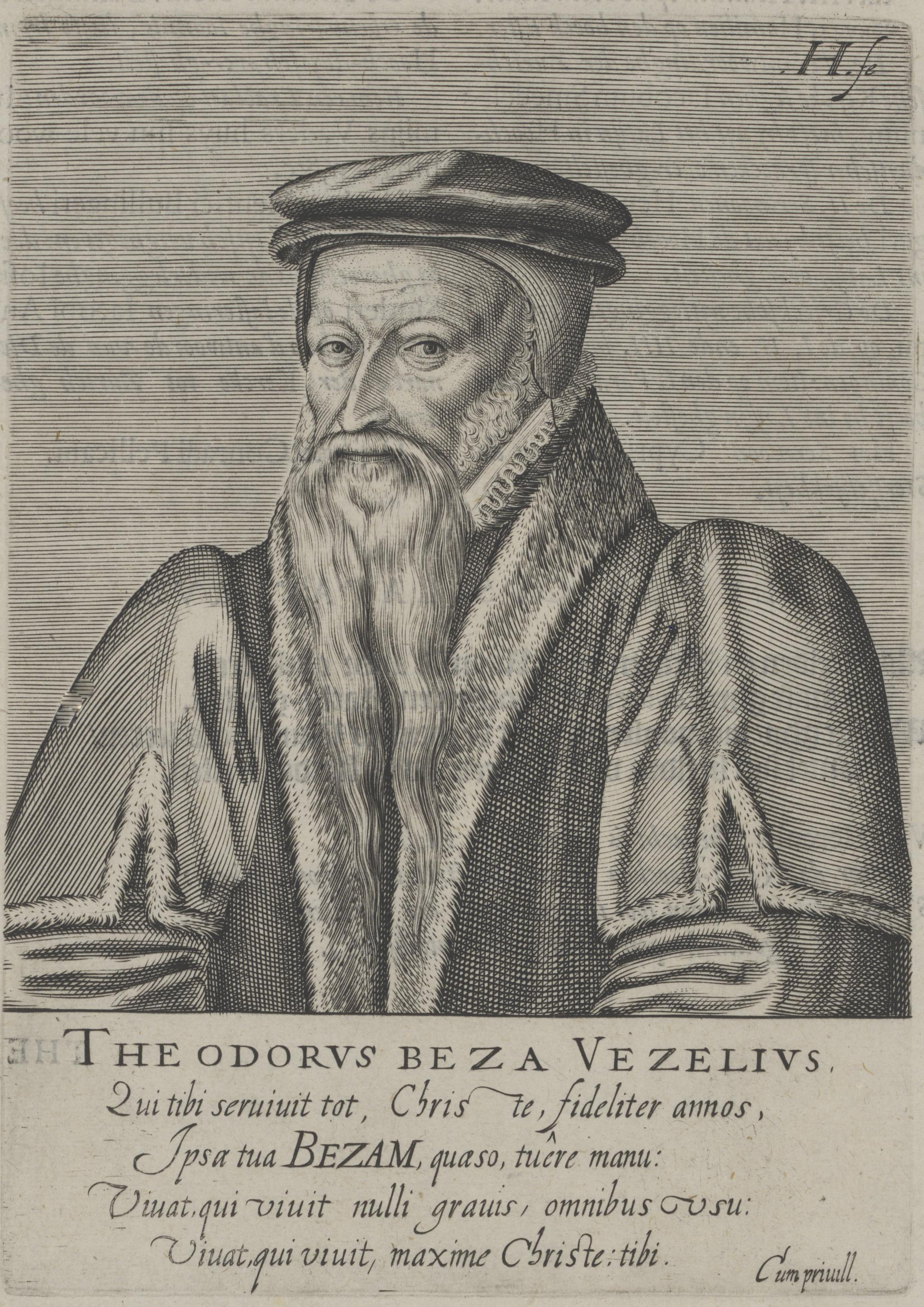
Теодор де Без

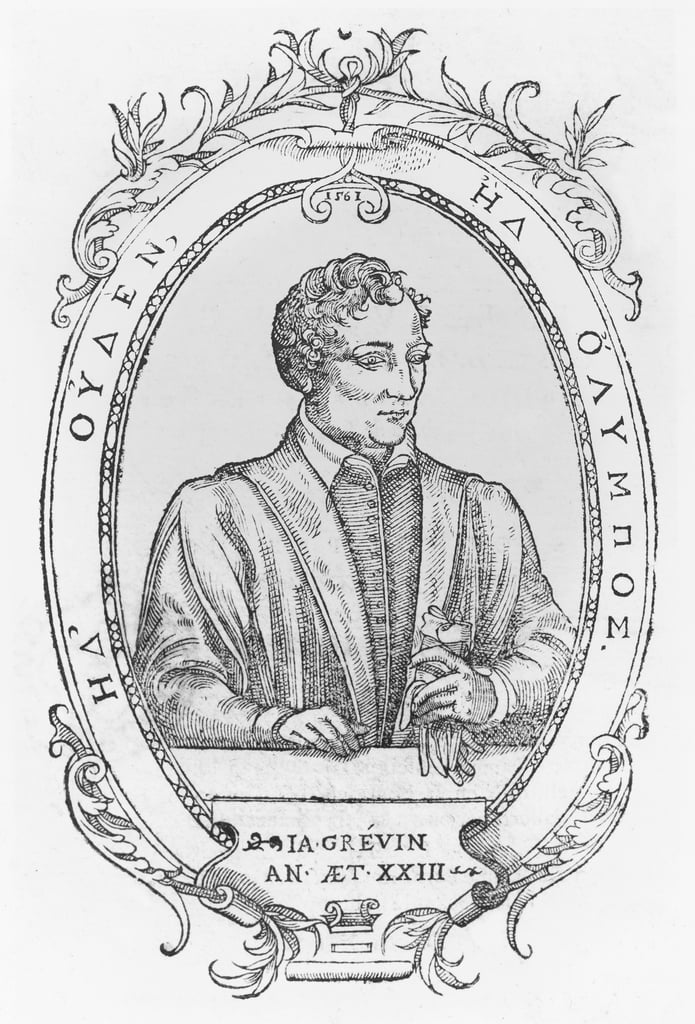
Жак Гревен

- Этьен Жодель — член объединения «Плеяда».
  - Cléopâtre captive (1553)
  - Didon se sacrifiant
- Меллин де Сен-желе — один из первых представителей петраркизма во Франции.
  - La Sophonisbe
- Жак Гревен
  - Жюль Сезар (1560)
- Жан де-ла Тай — принадлежал к «Плеяде», ученик Ронсара и друг Дю Белле.
  - Saül, le furieux (1563—1572)
- Гийом Ле Бретон
  - Адонис (1569)
- Роберт Гарнье — последователь Ронсара и «Плеяды»
  - Porcie (опубликовано 1568, поставлено в 1573),
  - Cornélie (поставлено в 1573 опубликовано в 1574)
  - Hippolyte (поставлено в 1573 опубликовано в 1574)
  - Marc-Antoine (1578)
  - La Troade (1579)
  - Antigone (1580)
  - Les Juives (1583
- Пьер Матье (1563—1621)
  - Clytemnestre (1578)
  - Esther (1581)
  - Vashti (1589)
  - Aman, de la perfidie (1589)
  - La Guisiade (1589)
- Никола де Монтрё
  - Tragédie du jeune Cyrus (1581)
  - Isabelle (1594)
  - Cléopâtre (1594)
  - Sophonisbe (1601)

Наряду с трагедией, европейские гуманисты адаптировали древние традиции комедийных пьес ещё в 15 веке. В Италии эпохи Возрождения была разработана форма гуманистической Латинской комедии. Самыми плодовитыми комедийными авторами французского Ренессанса были Пьер де Larivey, Людовико Дольче, Никколо Буонапарте, Lorenzino Медичи, Антонио Франческо Граццини, Винченцо Габбиани, Girolano Razzi, Луиджи Pasqualigo и Николо Секки.
Известными авторами французской  Ренессансной комедии были:
- Этьен Жодель

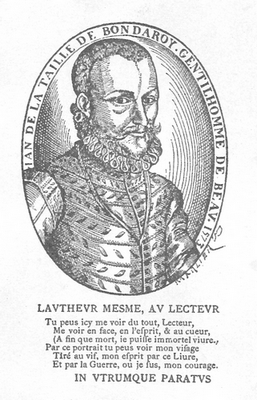
Жан де-ла-Тай

  - Л Эжен (1552) — комедия в пяти действиях
- Жак Гревен
  - Les Ébahis (1560)
- Жан Антуан де Баиф
  - L’Eunuque (1565), версия Публий Теренций Eunuchus
  - Le Brave (1567)
- Жан де-ла-Тай
  - Les Corrivaus (опубликована в 1573 году) — подражание Боккаччо и другим итальянцам
- Pierre de Larivey — Larivey является переложением итальянской комедии
  - Le Laquais (1579)
  - Le Vefve (1579)
  - Le Morfondu (1579)
  - Les Escolliers (1579)
- Odet de Turnèbe
  - Les Contents (1581)
- Никола де Монтрё
  - La Joyeuse (1581)
  - Joseph le Chaste
- François d’Amboise (1550—1619)
  - Les Néapolitaines  (1584)

Сцена из представления комедии дель арте. XVI век

В последние десятилетия века во Франции большим успехом пользовались:
- Комедии масок — импровизационный театр с действующими лицами — Арлекин, Коломбо.
- Трагикомедии — театральные версии авантюрных романов с любовниками, рыцарями и магией. Наиболее известным из них был Bradamante (1580) Роберта Гарнье.
- Пастораль — по образцу Джамбаттиста Гварини «Пастор фидо» и Тассо «Аминта».
- Ballets de cour — аллегорическая, фантастическая смесь танца и театра. Наиболее известным из них является «Ballet comique de la reine» (1581).

К концу века самым влиятельным французским драматургом был Роберт Гарнье. Трагедии Р. Гарнье (1545—1590) показывают события эпохи гражданских войн (1562—1598): его художественный мир был мрачным и катастрофичным (Ипполит, 1573; Марк-Антуан, 1578; Антигона, 1580; Иудеи, 1583).
Все эти разнообразные традиции будут также развиваться во французском театре начала 17 века.

## Другие литературные формы

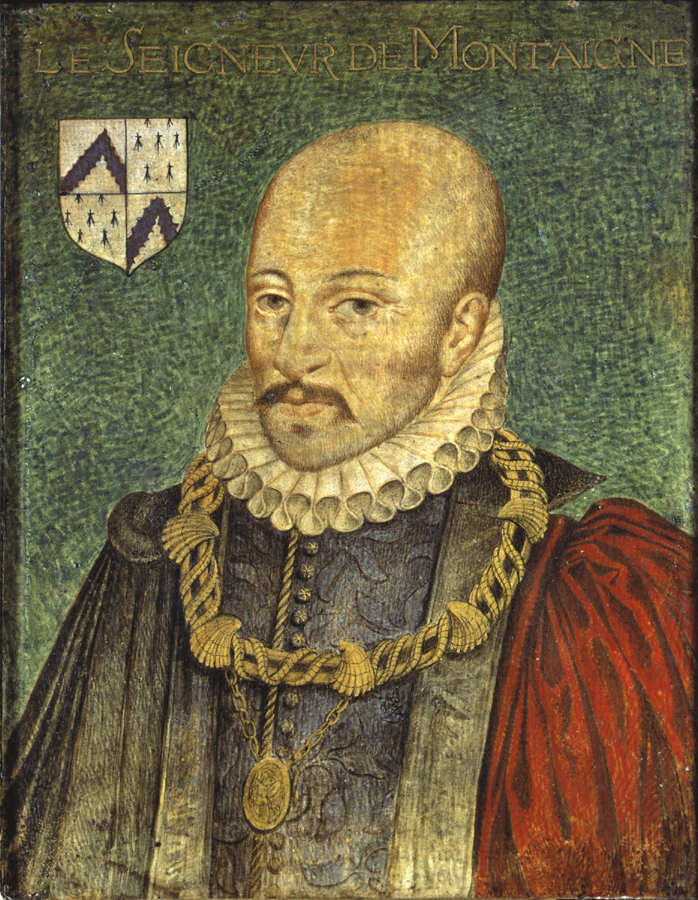
Портрет М. Монтеня

Во Французском Возрождении писались моральные, литературные, филологические и философские письма. Мишель Монтень, родоначальник жанра эссе, написал свои Опыты, писатель Этьен Паскье' —  Recherches de la France (Исследование Франции), монументальный сборник исторических, политических и культурных наблюдений.
Пьер де Бурдейль, сеньор де Брант написал биографические очерки, Жан Боден написал ряд важных работ по политологии.
Анри Этьенн и его сын Роберт Этьен были одними из самых важных писателей Франции XVI века.
Анри Этьенн издал сборник Анакреонт, который вызывал неоднократные подражания в литературе и положил начало европейской анакреонтической поэзии. Роберт Этьен впервые применил в произведениях разделение на главы и стихи, служа делу Реформации он, путём распространения Св. Писания в народе, оказал огромную услугу гуманизму, издавая критически проверенные тексты греческих и латинских писателей, особенно ещё не изданных.

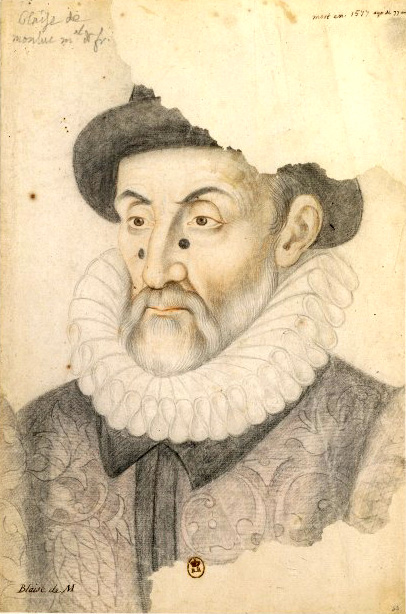
Блейз Монклу

Блейз Монклу (Monluc), руководитель католических армий во время религиозных войн, написал воспоминания Commentaires, опубликованные в 1592 году, после его смерти, которые являются кладезем исторической информации и а интересной формой автобиографии.
Конфликты католиков и гугенотов, политические конфликты последней половины века французских религиозных войн привели к написанию многих политических, религиозных и сатирических произведений, в том числе Монархомахи и пасквили.